# 圣热姆-马尔塔亚克
圣热姆-马尔塔亚克（法語：Sainte-Gemme-Martaillac，法語發音：[sɛ̃t ʒɛm maʁtajak]）是法国洛特-加龙省的一个市镇，属于马尔芒德区。

## 地理
圣热姆-马尔塔亚克（44°21'59"N, 0°9'8"E）面积14 平方千米，位于法国新阿基坦大区洛特-加龍省，该省份为法国西南部内陆省份，北起多爾多涅省，西接吉倫特省和朗德省，南至热尔省，东临塔恩-加龙省和洛特省。
与圣热姆-马尔塔亚克接壤的市镇（或旧市镇、城区）包括：圣马尔特、卡隆日、格雷泽-卡瓦尼昂、卡斯泰勒阿穆鲁堡、莱里茨-蒙卡桑、勒马斯达日奈。

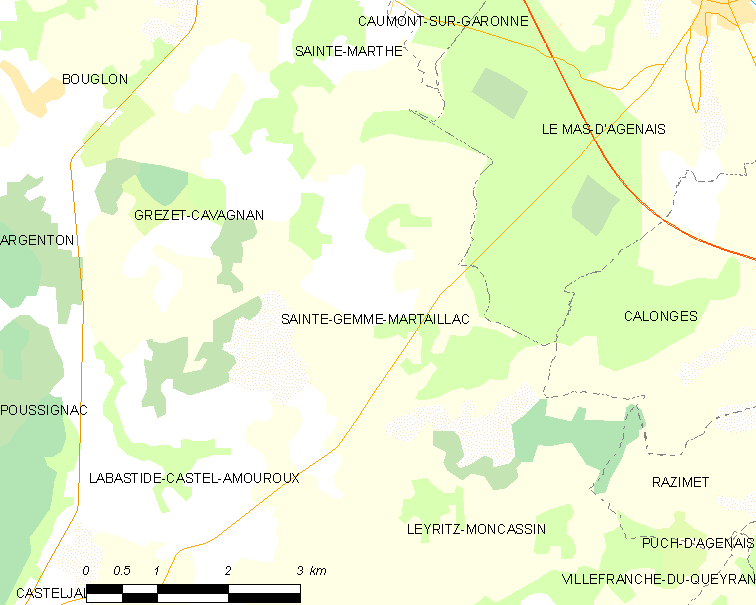
圣热姆-马尔塔亚克的OSM定位图

圣热姆-马尔塔亚克的时区为UTC+01:00、UTC+02:00（夏令时）。

## 行政
圣热姆-马尔塔亚克的邮政编码为47250，INSEE市镇编码为47244。

## 政治
圣热姆-马尔塔亚克所属的省级选区为加斯科涅森林县。

## 人口

1962-2008年间圣热姆-马尔塔亚克人口变化图示

圣热姆-马尔塔亚克于2022年1月1日时的人口数量为383人。